# Privredno društvo
Privredno društvo je poslovni subjekat sa statusom pravnog lica koje samostalno obavlja delatnost proizvodnje, prodaje i vršenja usluga na tržištu u cilju sticanja dobiti. Društvo ima kako ekonomsku (slobodno bira predmet svojeg poslovanja, potrebne resurse i poslovne partnere) tako i pravnu samostalnost (ogleda se u činjenici da je ona pravni subjekat i da po toj osnovi stiče prava i obaveze, snosi odgovornost ). Svako društvo ima pretežnu delatnost, ali može obavljati i sve druge delatnosti koje nisu zakonom zabranjene nezavisno od toga da li su određene osnivačkim aktom, statutom.

### Pravna forma društva
Pravne forme društva su: 
1. Ortačko društvo;
2. Komanditno društvo;
3. Društvo sa ograničenom odgovornošću;
4. Akcionarsko društvo.

U poslovnom imenu pravne forme se mogu označavati svojim skraćenicama- „o.d.“ za ortačko društvo, „k.d.“ za komanditno društvo, „d.o.o.“ za društvo sa ograničenom odgovornošću i „a.d.“ za akcionarsko društvo. 

#### Promena pravne forme
Pod promenom pravne forme društva podrazumeva se promena postojeće u neku drugu pravnu formu društva. Odluku o promeni oblika društva donose njegovi članovi, odnosno organi. Međutim, ukoliko se steknu određeni uslovi koji su određeni zakonom, tada društvo mora da promeni oblik u drugi oblik društva. Društvo nakon promene zadržava pravni i privredni identitet. Društva koja su u likvidaciji ili stečaju ne mogu menjati pravnu formu, jer po tom osnovu društvo prestaje da postoji.

### Vrste privrednih društava
Prema kriterijumu uzajamne povezanosti članova društva, privredna društva se mogu podeliti na društva kapitala i društva lica.
Društva kapitala su:
- akcionarsko društvo
- društvo sa ograničenom odgovornošću

Društva lica su :
- ortačko društvo i
- komanditno društvo

Društva kapitala su društva u kojima je od odlučujućeg značaja kapital društva, a ne lica koja su njegovi članovi. Karakteriše ih potpuna razdvojenost imovine društva i imovine njegovih članova. Društvo ima svoju imovinu, ima svojstvo pravnog lica i samo i neposredno odgovara za svoje obaveze prema trećim licima. Članovi društva snose rizik samo do iznosa svojih uloga, jer oni ne odgovaraju za obaveze društva, ali ni društvo ne odgovara za njihove lične potrebe. Zbog razdvojenosti imovine članovi društva kapitala imaju pravo da svoje uloge prenose na druga lica putem pravnih poslova (prodaja, poklon, nasleđivanje).
Društva lica su društva u kojima najveći značaj imaju lica koja su osnivači i članovi društva. Članovi društva snose rizik poslovanja društva u slučaju kada ono samo iz svoje imovine ne može da isplati svoje obaveze prema poveriocima. Društva lica imaju svoju imovinu i neposredno odgovaraju za svoje obaveze, a njegovi članovi odgovaraju za te obaveze solidarno i neograničeno, ako društvo ne može samo to da učini. Društvo lica, međutim, nikada ne odgovara za lične obaveze svojih članova. Iz svih tih razloga kod društva lica promet i prenos udela je otežan, jer se ne može vršiti bez saglasnosti svih članova društva.

### Zajednički bitni elementi privrednih društava
Bitna zajednička obeležja svih privrednih društva su: ugovor o osnivanju, ulozi članova u glavnici kapitala društva, učešće članova u deobi dobiti. 
- Ugovor Privredno društvo nastaje na osnovu ugovora između dva lica ili više lica. Ugovor je osnivački akt privrednog društva. Osnivački akt privrednog društva koje osniva samo jedan osnivač (jednočlano društvo) naziva se odluka o osnivanju. Ugovor o osnivanju privrednog društva zaključuje se u pisanoj formi, jer je to uslov njegove pravne valjanosti. Ugovor potpisuju svi osnivači privrednog društva.

- Ulozi Privredno društvo se osniva ulaganjem kapitala dva ili više lica kao osnivača društva. Minimalni iznos na koji mora da glasi osnovni kapital kapitala određena je zakonom. Za društva lica zakon nije odredio minimalni iznos osnivačkog uloga društva, ali se to čini osnivačkim aktom tog oblika privrednih društava. Od uloga osnivača formira se osnivački kapital, koji čini početnu imovinu društva.

Ulozi u društvo mogu da budu novčani i nenovčani. 
Nenovčani ulog se procenjuje od strane svih članova društva ili putem procene koju vrši ovlašćeni sudski veštak, revizor, stručno lice ovlašćeno od strane nadležnog državnog organa Republike Srbije kao i privredno društvo koje ispunjava zakonom propisane uslove. Nenovčani ulog kod ortačkog i komanditnog društva može biti u stvarima, pravima, radu i u uslugama, dok se rad i usluge ne mogu uneti kao ulog kod akcionarskog i društva sa ograničenom odgovornošću. Kod ortačkog društva i komanditnog društva ortaci i komplementari unose uloge jednake vrednosti i stiču uloge u društvu srazmerne njima ako ugovorom o osnivanju nije drugačije određeno.
- Učešće (Članova u deobi dobiti društva). Privredno društvo je profitna organizacija, jer se ono osniva radi postizanja određenih ekonomskih ciljeva, koji se izražavaju kroz sticanje dobiti i pravo članova na njeno raspoređivanje. Učešće članova privrednog društva u raspoređivanju dobiti podrazumeva i obavezu učešća u pokrivanju gubitaka društva.

### Vlasnici društva i upravljanje
Kod ortačkog društva vlasnici su ujedno i rukovodioci društvom. Kod komanditnog društva vlasnici su i komplementari i komanditori s tim što društvom mogu upravljati samo komplementari. Kod akcionarskog i društva sa ograničenom odgovornošću vlasništvo i upravljanje društvom su u potpunosti odvojeni. Vlasnici su članovi društva kod društva sa ograničenom odgovornošću odnosno akcionari kod akcionarskog društva. 

### Registracija privrednog društva
Da bi jedno privredno društvo moglo da otpočne sa radom i stekne svojinu pravnog lica potrebno je da ispuni određen broj uslova i da prođe postupak registracije. 
Društva se registruju u Agenciji za privredne registre u skladu sa zakonom o registraciji. Registrovanjem u Registru privrednih društava svi podaci o društvu postaju dostupni javnosti i merodavni za treća lica. Ono što privredna društva mogu da registruju jesu: osnivanje, povezivanje i prestanak privrednog društva, statusne promene i promene oblika organizacije tog društva, podaci o privrednom društvu od značaja za pravni promet, podaci u vezi sa stečajnim postupkom, kao i drugi podaci određeni zakonom. 
Dva osnovna podatka o privrednom društvu jesu matični broj i poreski identifikacioni broj bez kojih privredno društvo ne može biti registrovano. 
Matični broj je dodeljen privrednom društvu od strane Zavoda za statistiku Republike Srbije i pod ovim brojem se vodi u Registru. 
Poreski identifikacioni broj (PIB) dodeljuje poreska uprava i to je jedinstveni i jedini broj pravnog lica za sve javne prihode i zadržava se prilikom promene sedišta, odnosno prebivališta poreskog obveznika.

### Udruživanje društava
Povezivanje društava u novu celinu može se ostvariti putem: 
1. Učešćem u osnovnom kapitalu ili udelima ortaka (društva povezana kapitalom);
2. Ugovora (društva povezana ugovorom);
3. Kapitala i ugovora (mešovito povezana društva).

Njihovim povezivanjem nastaju: 
1. Grupa društava (koncern);
2. Holding;
3. Društva sa uzajamnim učešćem u kapitalu.

Društva sa uzajamnim učešćem u kapitalu od kojih svako društvo poseduje značajno učešće u kapitalu drugog društva.

### Informacije o privrednim društvima
Informacije o privrednim društvima su transparentne i dostupne zainteresovanim licima. Postoje i podaci koji predstavljaju poslovnu tajnu i koji se ne objavljuju javno zbog zaštite poslovanja društva.
Osnovni podaci o privrednog društva, podaci o članovima društva, zastupnicima, ograncima, finansijskim izveštajima, zalozima na pokretnim stvarima, sudskim zabranama i o finansijskom lizingu mogu se naći na sajtu Agencije za privredne registre. 
Podaci o vlasnicima, kapitalu, trgovanju akcijama i ponudama za preuzimanje akcija, nalaze se na sajtu Centralnog registra za hartije od vrednosti. 
Na sajtu Narodne banke Srbije mogu se naći podaci o blokadi društva i o računima društva.

## Spoljašnje veze
- Agencija za Privredne Registre Republike Srbije
- Zavod za Statistiku Republike Srbije
- Ministarstvo finansija Republike Srbije Poreska Uprava
- Centralni registar depo i kliring hartija od vrednosti
- Narodna Banka Srbije